# Cisticola angusticauda
Cisticola angusticauda là một loài chim trong họ Cisticolidae.